# Fannia pseudonorvegica
Fannia pseudonorvegica är en tvåvingeart som beskrevs av Assis Fonseca 1966. Fannia pseudonorvegica ingår i släktet Fannia och familjen takdansflugor. Inga underarter finns listade i Catalogue of Life.